# Beau Vallon

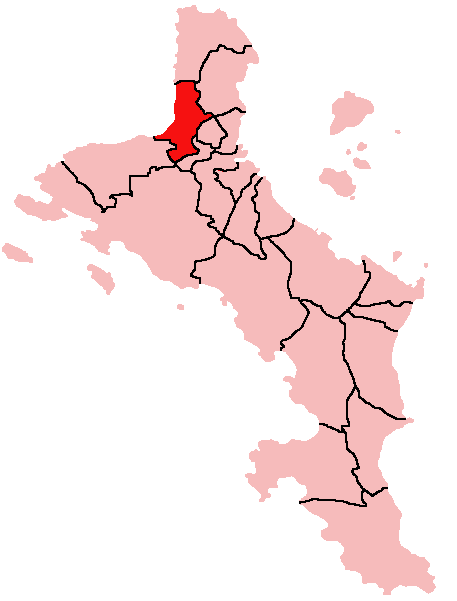
Położenie dystryktu Beau Vallon na wyspie Mahé

Beau Vallon – dystrykt na Seszelach położony w północno-zachodniej części wyspy Mahé. Jego stolicą jest Beau Vallon.